# Rệp sáp mềm bán cầu
Rệp sáp mềm bán cầu (danh pháp khoa học là Saissetia coffeae; tên gọi tiếng Anh: hemispherical scale) là một loài côn trùng vảy mềm thuộc họ Rệp sáp. Các tên phổ biến khác của nó bao gồm helmet scale (rệp sáp vảy mũ sắt) và coffee brown scale (rệp sáp vảy cà phê nâu).
Một con rệp sáp mềm bán cầu thường có đường kính từ khoảng 2 mm đến 4,5 mm, phần lớn phụ thuộc vào hình dạng của cây chủ. Nó mịn, sáng bóng và có màu nâu, sống gắn chặt vào thân hoặc lá cây, giống như một chiếc mũ sắt quân sự thu nhỏ. Con non thường có bề mặt hơi gồ lên, đôi khi ở dạng "chữ H". Giống như các loài côn trùng có vảy khác, loài rệp vảy này không có các chi và bất động. Nó đâm xuyên các mô thực vật bằng miệng và ăn nhựa cây.

## Phân bố
Rệp sáp mềm bán cầu có mặt ở Tây, Trung và Đông Phi, Madagascar, vùng nhiệt đới và cận nhiệt đới của châu Á. Ngoài ra, nó còn phân bố ở Bắc, Trung và Nam Mỹ cũng như khu vực bán đảo Caribbean.

## Vòng đời
Tất cả rệp sáp bán cầu đều là con cái và chúng sinh sản bằng hình thức trinh sinh. Trứng của chúng có màu hồng nhạt, hình thuôn, dài khoảng 0,7 mm. Loài côn trùng này có thể sinh đến một ngàn quả trứng. Trứng của chúng sẽ được giấu dưới lớp vỏ sáp cơ thể mẹ, rệp mẹ sẽ chết ngay sau khi chúng được sinh ra. Trứng nở thành ấu trùng tuổi 1, gọi là "crawler" (con non biết bò). Đây là giai đoạn duy nhất mà loài này có thể di chuyển. Chúng sẽ rời khỏi nơi ẩn náu rồi phân tán đi nơi khác. Chúng có râu và chân ngắn, hai vết đốm đỏ và một cặp lông dài và cứng nằm ở phía sau. Khi tìm được một vị trí phù hợp, chúng sẽ đẩy phần miệng của mình vào thân cây, tự lột vỏ và chuyển sang giai đoạn thiếu trùng. Chúng phải trải qua một giai đoạn nữa trước khi đạt đến giai đoạn trưởng thành, vòng đời phát triển có thể mất bốn mươi ngày hoặc hơn. Rệp sáp bán cầu có thể tạo ra vài thế hệ trong mỗi năm.

## Sinh thái học
Rệp sáp bán cầu tấn công nhiều loại cây khác nhau bao gồm các loại cây trồng như cà phê, trà, táo, bí ngô, cây trong nhà và cây bụi kiểng. Chủ yếu sinh sống trên thân, lá và quả, chúng tạo ra một lượng lớn dịch ngọt, giúp khuyến khích sự phát triển của nấm mốc. Tuy nhiên, chúng cũng gây rụng lá và còi cọc chồi trên cây chủ. Chúng có thể cộng sinh với những con kiến ăn dịch ngọt để tự bảo vệ khỏi kẻ thù tự nhiên. Thiên địch của loài này là các kí sinh trùng, cùng một số loài đã từng được giới thiệu ở nhiều nơi trên thế giới nhằm kiểm soát Saissetia oleae – một loài gây hại nghiêm trọng cho cây ô liu.